# Benjamin Fondane
Benjamin Fondane, cuyo nombre de nacimiento era Benjamin Wechsler (o Wexler), (Iași, 14 de noviembre de 1898-campo de exterminio de Auschwitz-Birkenau, 2 o 3 de octubre de 1944) fue un filósofo, poeta, dramaturgo, ensayista, cineasta y traductor judío ateo rumano que adoptó la nacionalidad francesa en 1938. Escribió principalmente en francés.

## Biografía
Nació en 1898, en una familia de intelectuales judíos. En 1924 se instaló en París, donde se casó con Geneviève Tissier. Consiguió la nacionalidad francesa en 1938. Comenzó escribiendo en rumano con el seudónimo de B. Fundoianu y más tarde, pasó a hacerlo en francés, idioma en el que se encuentra la mayor parte de su obra. Se relacionó con los artistas dadaístas, surrealistas y de otros movimientos. Conoció a Man Ray, que le hizo un retrato dadá. Fundó una compañía de teatro, dirigió la película surrealista Tararira en Argentina, también fue  crítico de cine, director de una revista de literatura y traductor. Se interesó por la filosofía y su encuentro con el filósofo ruso Lev Shestov, del que se convirtió en discípulo, fue determinante para su obra. Murió en una cámara de gas del campo de concentración de Auschwitz en 1944.

### Obra

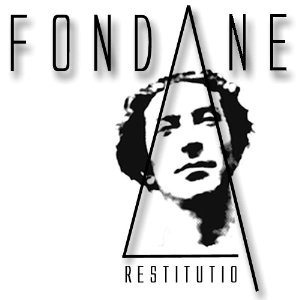

La obra de Benjamin Fondane está marcada por la multiplicidad de sus formas de expresión: poesía (sus obras poéticas están recopiladas bajo el título de Le mal des fantômes, Verdier, 2006), teatro (Le Festin de Balthazar, Philoctète), filosofía (La Conscience malheureuse, 1936; reed. Verdier, 2013), crítica de cine (Écrits pour le cinéma, Verdier, 2007), realización cinematográfica (Tararira, 1936), ensayos de estética y de poética (Faux Traité d'esthétique, 1938, reed. Paris Méditerranée, 1998), ensayos sobre la literatura (Baudelaire et l'expérience du gouffre, 1947; reed. Complexe, 1994). 
Gran polemista, sobre todo en sus Chroniques de la philosophie vivante, que publicó en Cahiers du Sud a lo largo de los años 1930, Benjamin Fondane definió sus posiciones en un espacio agnóstico de lucha y de oposición (contra Hegel, Heidegger, Jean Wahl, Edmund Husserl, Paul Valéry, André Breton, etc.). 
Publicó en numerosas pequeñas revistas donde difundió sus posiciones contra el surrealismo de André Breton, contra la poética de Paul Valéry, contra el discurso autobiográfico de André Gide, contra el hegelianismo o la fenomenología de Husserl. Esa polivalencia transdisciplinar le da en realidad una gran coherencia filosófica a su obra. 
Su poesía en rumano se liberó de las influencias simbolistas de su juventud para evolucionar hacia un estilo más expresionista. Su poesía estuvo influenciada por las vanguardias, a la frontera del dadaísmo y del surrealismo, antes de transformarse en poesía existencial, donde expresa con fuerza la vida errante del poeta en el flujo perpetuo de un mundo devastado, solidario de los emigrantes judíos. La revuelta y el inconformismo están en el centro de la obra marcada por la obsesión del desastre de una civilización capaz de transformar los individuos en fantasmas de la historia.
La obra de Fondane, muy influenciada por la filosofía de la tragedia de Lev Shestov, siempre expresa una revuelta contra la «finitud» humana y una reivindicación vehemente de la existencia individual, amenazada por la finitud, el desprecio, el racionalismo abstracto y desrealizador, la violencia de la historia. Su lucha contra cierto racionalismo destructor, su rechazo hacia cualquier alienación ideológica, moral y política de la poesía, su grito a favor de un Dios ausente ante el desastre, hacen que su obra sea significativa para el lector contemporáneo.

## Reediciones y antologías
- L'Exode, préface de Claude Sernet, La Fenêtre ardente, Veilhes, 1965.
- Michel Carassou (éd), Non Lieu, Benjamin Fondane, Paris : Au temps du poème, 1978.
- Le lundi existentiel, éditions du Rocher, 1990
- Baudelaire et l’expérience du gouffre, Complexe, 1994.
- Brancusi, (1929), Paris: Fata Morgana, 1995.
- Le Voyageur n’a pas fini de voyager, Paris-Méditerranée & L'Ether Vague-Patrice Thierry éditeur, 1996, ISBN 2904620656
- Faux-traité d’esthétique, Paris-Méditerranée, 1998.
- L'être et la connaissance: Essai sur Lupasco, Paris-Méditerranée, 1998, ISBN 284272044X
- Rencontres avec Léon Chestov, Arcane 17, 1996, ISBN 2866960033 (Rencontre avec L. Chestov en ligne)
- L’Écrivain devant la révolution, Discours non prononcé au congrès international des écrivains de Paris (1935), Préface de Louis Janover, Paris : Paris Méditerranée, 1997.
- Fondane-Fundoianu et l’avant-garde, (textes réunis par Michel Carassou, Petre Raileanu) Paris : Fondation Culturelle Roumaine et Paris Méditerranée, 1999.
- Au seuil de l'Inde, Fata Morgana, Collection Hermès, 1994, ISBN 2851940988
- Le mal des fantômes, Paris-Méditerranée & L'Ether Vague-Patrice Thierry éditeur, 1996. Verdier Poche, 2006, liminaire de Henri Meschonnic, ISBN 2864324857
- Images et Livres de France, Paris-Méditerranée, 2002. Traduit du roumain par Odile Serre. Introduction de Monique Jutrin.
- Écrits pour le cinéma, Verdier Poche, 2007.
- Entre Jérusalem et Athènes. Benjamin Fondane à la recherche du judaïsme, Parole et Silence, 2009. Textes réunis par Monique Jutrin.
- Rimbaud le voyou, préface de Michel Carassou, Paris, Éditions Non Lieu, 2010.
- Poèmes d’autrefois. Le Reniement de Pierre, Le Temps qu’il fait, 2010. Textes traduits par Odile Serre, postface de Monique Jutrin.
- Théâtre complet, édition établie par Eric Freedman, Paris, Éditions non Lieu, 2012.
- La Conscience malheureuse, nouvelle édition établie par Olivier Salazar-Ferrer, Verdier, 2013, Collection : Philosophie, ISBN  2864327198.
- Paysages, Bazas, Le temps qu'il fait, 2013 ISBN 9782868535894